# NXT Vengeance Day (2023)
L'édition  2023 de Vengeance Day est un Premium Live Event de catch (lutte professionnelle) produit par la World Wrestling Entertainment (WWE), une fédération de catch (lutte professionnelle) américaine qui est diffusée et visible en paiement à la séance sur le WWE Network. Cet événement met en avant les Superstars de NXT, le club-école de la compagnie. L'événement a eu lieu le 4 février 2023 au Spectrum Center à Charlotte, dans l'état de Caroline du Nord aux États-Unis. Il s'agit de la troisième édition de Vengeance Day.

## Contexte
Les spectacles de la World Wrestling Entertainment (WWE) sont constitués de matchs aux résultats prédéterminés par les scénaristes de la WWE. Ces rencontres sont justifiées par des storylines – une rivalité avec un catcheur, la plupart du temps – ou par des qualifications survenues dans les shows de la WWE telles que Raw, SmackDown et NXT. Tous les catcheurs possèdent une gimmick, c'est-à-dire qu'ils incarnent un personnage gentil (Face) ou méchant (Heel), qui évolue au fil des rencontres. Un événement comme Vengeance Day est donc un événement tournant pour les différentes storylines en cours,.

## Tableau des matchs
| Ordre par numéros                                                                         | Résultat | Stipulation(s)                                                | Temps |
| ----------------------------------------------------------------------------------------- | --- | ------------------------------------------------------------- | ----- |
| 1                                                                                         | Wes Lee (c) bat Dijak | Match simple pour le NXT North American Championship          | 17:00 |
| 2                                                                                         | Fallon Henley et Kiana James battent Katana Chance (c) et Kayden Carter (c)                                                                                                  | Tag Team match pour les NXT Women's Tag Team Championship     | 9:20  |
| 3                                                                                         | Carmelo Hayes bat Apollo Crews (2-0) | 2 Out of 3 Falls match                                        | 23:30 |
| 4                                                                                         | Gallus (Mark Coffey et Wolfgang) battent The New Day (Kofi Kingston et Xavier Woods) (c), Pretty Deadly (Elton Prince et Kit Wilson) et Chase U (Andre Chase et Duke Hudson) | Fatal 4-Way Tag Team match pour les NXT Tag Team Championship | 16:45 |
| 5                                                                                         | Roxanne Perez (c) bat Gigi Dolin et Jacy Jayne | Triple Threat match pour le NXT Women's Championship          | 14:4  |
| 6                                                                                         | Bron Breakker (c) bat Grayson Waller | Steel Cage match pour le NXT Championship                     | 14:25 |
| La lettre C placée entre parenthèses désigne la personne ou l’équipe championne en titre. | |                                                               |       |